# حسن القيد
حسن القيد، لاعب كرة قدم سعودي، يلعب في نادي الباطن.

## مسيرة اللاعب
مثل نادي بيش و انتقل إلى نادي الشباب في عام 2015 و أعير إلى نادي الخليج في عام 2018 و أعير إلى نادي أبها مطلع عام 2020 و أعير إلى النادي الأهلي في صيف 2020 و انتقل إلى نادي أبها في عام 2021 وانتقل إلى نادي الباطن في عام 2024.

## روابط خارجية
- حسن القيد على موقع Soccerway.com (الإنجليزية)